# Vécu corporel
 (juin 2017).
Si vous disposez d'ouvrages ou d'articles de référence ou si vous connaissez des sites web de qualité traitant du thème abordé ici, merci de compléter l'article en donnant les références utiles à sa vérifiabilité et en les liant à la section « Notes et références ».
 (juin 2017).
- Si vous ne connaissez pas le sujet, laissez ce bandeau (vous pouvez alors contacter les auteurs).
- Si vous supprimez le contenu mis en cause (vous pouvez préalablement contacter les auteurs),

argumentez précisément cette suppression dans la page de discussion
(un manque de référence n'est pas un argument ; une recherche réelle de référence doit avoir été effectuée, être formellement documentée).
Dans notre société, on a l’habitude de séparer l’âme et le corps. En psychologie, on étudie tout de même le corps comme étant un instrument des conduites et un support de l’identité. Le psychisme se construit à l’intérieur même du corps.

## Les différents corps

### Le corps neurologique
Dans les tout premiers jours de sa vie, l’embryon est constitué de cellules qui sont à l’origine de la peau et du système nerveux (ectoderme).
Sigmund Freud, pour qui « le Moi est d’abord corporel », a été à la base des expériences faites par des neurologues pour montrer que les éléments qui constituent la peau ont une représentation très importante dans le cortex. Nos sens interviennent dans l’élaboration cérébrale du schéma de notre corps = constitutif du moi.

### Lepsychosomatique
Georg Groddeck (Le livre du ça), psychologue allemand, a été le 1er à prendre l’homme souffrant avec ses aspects physiques et psychiques, avec son histoire personnelle, son environnement social et culturel.
Sigmund Freud (1895), en étudiant les femmes hystériques, a remarqué qu’il n’y avait pas de lésions organiques, alors qu’elles avaient des symptômes physiques très importants. Ce qui signifie que le corps porte les atteintes du psychisme en cas de souffrance trop intense.

## La notion d’attachement
Harlow (1950), éthologiste (étude des animaux), et Bowlby (psychiatre anglais), ont effectué des expériences avec des bébés singes rhésus, car on pensait que les bébés s’attachaient à leur mère grâce à l’allaitement.

La satisfaction des besoins de nourriture n’est pas essentielle dans l’établissement des liens entre la mère et son bébé. Le besoin de contact prime sur celui de nourriture. C’est dans ces premiers moments avec sa mère que l’enfant construit la première conception de son corps.

## Le corps dans le développement de l’enfant et la conscience de soi
Dans la relation mère-bébé, le développement du corps et du psychisme sont liés, chez l’enfant.
Comme le bébé est dépourvu de parole et d’autonomie, il se fait comprendre par le corps. Et cette conception du corps est complètement prise en charge par la mère, elle l’interprète et y répond par rapport à son vécu et à ses envies.
Dès les premiers mois de sa vie, l’enfant à besoin d’être stimulé par son entourage pour se développer. Tout ce qui se fait pendant cette période est capital pour son identité ; cela va laisser des traces mnésiques, mais aussi au niveau de la peau, des muscles et du système émotionnel. L’absence de sensation agréable peut être à l’origine de comportements pathologiques ultérieurs.

## Deux concepts fondamentaux

### Leschéma corporel
Il s'agit de la représentation du corps qui se constitue à travers l’expérience physique avec le monde extérieur. Cette expérience est liée à la qualité de notre système neurologique, des sensations physiologiques et de l’intégrité physique de notre corps. Les informations qui contribuent à la construction du schéma corporel proviennent de source diverses :
- Sensations tactiles
- Thermiques
- Visuelles et vestibulaires (oreille)
- Musculaires
- Viscérales

La base du concept du schéma corporel est donc neurobiologique. C’est la même pour tous, et il s’élabore petit à petit avec les sensations (notamment le toucher).

### L’image du corps
Paul Schilder (psychiatre allemand) a développé ce concept. La définition qu'il en donne est : c’est l’image de notre propre corps que nous formons dans notre esprit, la façon dont notre corps nous apparaît à nous même.
L’image du corps est chargée d’affectivité et elle se construit à partir des souvenirs, des émotions, de l’investissement des parents et des proches. C’est dans le regard de l’autre que l’enfant construit une image de lui et de l’autre en tant que deux sujets distincts.
Françoise Dolto parle d’image inconsciente, une notion plus élargie que l'image du corps. Pour elle cette image est inconsciente, unique, propre à chacun et chargée affectivement des désirs de vie et de morts.
La distinction entre schéma corporel et image du corps est très importante car ces deux notions ne renvoient pas au même registre de pensées.
- Le schéma corporel, c’est le corps réel, c’est celui dont s’occupe la médecine.
- L’image du corps, c’est le corps imaginaire et il intéresse plus particulièrement la psychologie et la psychanalyse.

On parle de défaillance du schéma corporel dans tous les troubles neurologiques comme la dyspraxie (difficultés à effectuer des mouvements coordonnés) et la dyslexie (trouble dans la capacité à lire et à écrire). L’atteinte de l’image du corps donnerait des manifestations psychosomatiques comme des maladies de peau.

## Le toucher
Il y a 2 sens au mot toucher :
- Contact, tactile, physiquement
- Sentiment, affectif

C’est le sens qui apparaît le plus tôt ( 3e semaine de la vie fœtale) et qui est le dernier à disparaître.

### Lapeau
Enveloppe frontière entre soi et les autres, c'est un lieu d’échanges entre l’intérieur et l’extérieur. L’expérience tactile est active et passive (réciprocité du contact tactile). On en peut pas vivre sans être touché, et il n'existe pas d’être humain sans peau. Si 1/7 de la peau est détruite, l’être humain meurt (par exemple les grands brulés). C’est par son intermédiaire que l’enfant pourra se découvrir. La peau est le siège de sensibilités très différenciées.

### Au niveau physiologique: de la peau au cerveau
Quand les mains touchent la peau, des millions de cellules sensorielles envoient leur message vers la moelle épinière. L’influx nerveux monte jusqu’au cortex, y traverse le thalamus (centre de tri des sensations), descend vers l’hypothalamus qui contrôle la sécrétion d’hormones du plaisir.

### Fonctions et qualités du «moi-peau»
C’est la peau dans son incidence sur le psychisme d’après Didier Anzieu. L’identité d’une personne ne se construit pas sans un rapport à l’autre qui passe par la médiation corporelle.